# Zeynep Kınacı
Zeynep Kınacı, també coneguda pel nom de guerra «Zîlan», (província de Malatya, Kurdistan del Nord, 10 d'agost de 1972 – Tunceli, 30 de juny de 1996) va ser una activista política kurda, militant del Partit dels Treballadors del Kurdistan (PKK) coneguda per haver estat el primer atac suïcida de l'organització. La manera com es va realitzar va influir en el paper de les dones dins del PKK.

## Trajectòria
L'any 1972 va néixer en un poble de la província de Malatya en una família de la tribu mamureki. Va estudiar Ciències socials a la Universitat Inönü de Malatya i va treballar a l'hospital estatal com a tècnica de raigs X. El 1995 es va unir al Partit dels Treballadors del Kurdistan (PKK).

### Atac suïcida
El 30 de juny de 1996 va disparar els explosius prop de soldats turcs que cantaven l'İstiklâl Marşı, matant al voltant de deu soldats i ferint més de trenta. Abans de l'atac, va escriure tres cartes en les quals explicava els motius de l'atac suïcida, una dirigida a la direcció del PKK, una a les dones lluitadores per la llibertat i una altra al poble revolucionari del Kurdistan. Segons les seves cartes, va veure l'acció executada a través del seu amor pels humans i la vida. Ho va sentir com a forma d'alliberar-se de l'opressió que havien de patir els kurds per part de Turquia. L'atac suïcida va ser com a resposta a un intent d'assassinat fallit contra Abdullah Öcalan el 6 de maig de 1996.

## Reconeixement
La seva mort va tenir un impacte profund en el paper de les dones del PKK. Per l'organització va ser exemplificada com a nova Inanna i l'equivalent femení d'un Kāveh modern que, com el company de partit Mazlum Doğan, es va suïcidar a la presó de Diyarbakir durant el Newroz de 1982. Avui en dia, el seu nom de guerra «Zîlan», però també el de «Mazlum», són noms populars a les províncies de Diyarbakir i Mardin. En la seva memòria, Gurbetelli Ersöz, l'antic redactor en cap del periódic Özgür Gündem, va adoptar com a nom de guerra «Zeynep» després d'unir-se al PKK. A Alemanya s'organitza anualment un festival Zilan en memòria seva.

## Vida personal
Quan es va suïcidar, Kınacı estava casada i el seu marit es trobava en situació de captivitat en presons turques.